# 費瓛
費 瓛（ひ けん、生年不詳 - 1428年）は、明代の軍人。本貫は濠州定遠県。

## 生涯
燕山中護衛指揮使の費粛の子として生まれた。建文年間、燕王朱棣の起兵に従って靖難の変で功績を挙げた。1407年（永楽5年）11月、山海衛都指揮同知から後軍都督僉事に進んだ。1408年（永楽6年）12月、李彬が総兵官として倭寇の討伐にあたると、費瓛はその下で副官をつとめた。
1410年（永楽8年）春、涼州衛千戸の虎保と永昌衛千戸の亦令真巴らが反乱を起こし、数千人を率いて駅路に拠った。明に帰順したばかりのバヤン・テムルらが反乱に呼応した。都指揮の李智が反乱軍を討ったが勝てなかった。費瓛が皇太子朱高熾の命を受けて反乱討伐に赴いた。涼州に到着すると、李智や都指揮の陳懐の軍と合流し、鎮番に兵を進めた。反乱軍に双城で遭遇すると、費瓛がその左翼を攻撃し、陳懐らがその右翼を攻撃した。反乱軍を敗走させ、300人あまりを斬首した。黒魚海まで追撃し、1000人あまりを捕らえ、家畜12万を鹵獲した。虎保らが遠く逃げ去ったため、費瓛は軍を返した。
1414年（永楽12年）2月、費瓛は永楽帝（朱棣）の漠北遠征に従い、右哨を率いる李彬を補佐した。9月、総兵官となり、甘粛に駐屯した。費瓛は粛州に兵が多く食糧が少ないことから、徴発や臨時的な措置に頼ることなく、兵士を動員して租税の食糧を運搬する体制の強化を求めた。1420年（永楽18年）閏1月、涼州に休耕地が多かったため、軍を派遣して屯田することを提案し、聞き入れられた。1425年（洪熙元年）2月、平羌将軍の印を受けた。永楽年間に宦官が地方に派遣されて軍務を専断したため、費瓛も掣肘を受けることが多かった。洪熙帝（朱高熾）はこのことを知ると、璽書を賜って費瓛の不甲斐なさを叱責した。費瓛は璽書を拝受すると陳謝した。
10月、費瓛は右府左都督に進んだ。1426年（宣徳元年）7月、入朝した。8月、崇信伯に封じられた。漢王朱高煦の乱に対する討伐に従軍し、流河駅に宿営した。宣徳帝は先鋒の薛禄の兵の少ないのを懸念して、費瓛に兵を率いて薛禄に加勢するよう命じた。凱旋すると、費瓛は世券を与えられた。再び甘粛に駐屯した。1427年（宣徳2年）、沙州衛の反乱軍がしばしばサマルカンドとイリバリクの朝貢使を襲撃して略奪したことから、費瓛はこの反乱軍を撃破した。1428年（宣徳3年）2月、甘粛で死去した。
子の費釗が崇信伯の爵位を嗣いだ。